# Uechi Kanbun

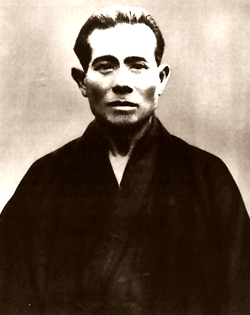
Uechi Kanbun

Uechi Kanbun (jap. 上地 完文; * 5. Mai 1877; † 25. November 1948) ist der Begründer des Karatestils Uechi Ryu Karate Do.
Er studierte in China 10 Jahre lang das chinesische Kampfsystem Pangai-noon (Pwang-gay-noon) und bekam die Erlaubnis seines Lehrers, eine eigene Schule zu eröffnen. Dort unterrichtete er viele Schüler, bis eines Tages einer seiner Schüler aus Notwehr einen Mann tötete. Die Einwohner machten Uechi für diesen Unfall verantwortlich, da schließlich einer seiner Schüler diesen Totschlag begangen hatte. So trieb der Hass der Einwohner Uechi nach drei Jahren erfolgreichen Unterrichtens in China wieder nach Hause nach Okinawa. Dort wurde er bald als wahrer Meister der Kampfkünste entdeckt und trotz seines Schwures, nie wieder Karate zu unterrichten, gelang es seinem Freund Ryuyu Tomoyose, seinen Schwur zu brechen. Sein Sohn Uechi Kan’ei begann 1930 unter der Führung seines Vaters ebenfalls zu lehren. Bis 1947 unterrichtete Uechi in der Präfektur Wakayama.
Als Uechi Kanbun 1948 starb, benannten seine Schüler den Karatestil in Uechi Ryu Karate Do um.